# 1928 en littérature
| Années de la littérature : 1925 - 1926 - 1927 - 1928 - 1929 - 1930 - 1931    |
| Décennies de la littérature : 1890 - 1900 - 1910 - 1920 - 1930 - 1940 - 1950 |

Cet article présente les faits marquants de l'année 1928 en littérature.

## Événements
- 21 mars : Parution en France de Vu, magazine d’information illustré de photo de Lucien Vogel.
- juillet : un jeune galeriste belge, Robert Denoël, fonde à Paris une société de vente par souscription de livres de luxe, « Aux Trois Magots, Blanche, Denoël & Cie ».
- 6 octobre : la Revue politique et littéraire ou Revue bleue, démasque la princesse Catherine Radziwill, qui avait produit de fausses lettres de Mme Hanska à Honoré de Balzac, et qui les avait vendues comme authentiques à une étudiante américaine, Juanita Helm Floyd.

## Essais
- Valery Larbaud, Notes sur Racan, éd. A.A. Stols, Maëstricht.
- Benedetto Croce (italien, 1866-1952), Storia d’Italia dal 1871 al 1915.
- Alain, Onze chapitres sur Platon, Paris, Paul Hartmann.
- Alphonse Legendre, Le pays biblique, libr. Bloud et Gay

### Récits autobiographiques
- André Gide (1869-1951), Retour du Tchad.
- André Breton (1896-1966), Nadja, juin.

## Romans et nouvelles

### Auteurs francophones
- Blaise Cendrars (suisse, 1887-1961), Le Plan de l'aiguille.
- Jean Giono (1895-1970), Colline.
- Joseph Kessel (1898-1979), Belle de jour.
- André Malraux (1901-1976), Les Conquérants.
- André Maurois, Le Pays des trente-six mille volontés, Les éditions des Portiques, Paris
- Antoine de Saint-Exupéry (1900-1944), Courrier sud.

### Auteurs traduits
1. Mario de Andrade (brésilien, 1893-1945), Macunaima.
2. Mikhaïl Cholokhov (russe, 1905-1984), Le Don paisible.
3. John Dos Passos (américain, 1896-1970), Manhattan Transfer, août.
4. Aldous Huxley (anglais, 1894-1963), Point contre point.
5. David Herbert Lawrence (anglais, 1885-1930), L'Amant de lady Chatterley, publié à Florence à compte d’auteur à 2 000 exemplaires[1]
6. Vladimir Nabokov, (ru) Roi, dame, valet
7. Paulo Prado (pt) (brésilien, 1869-1943), Retrato do Brasil.
8. Jakob Wassermann (allemand, 1873-1934), L’Affaire Maurizius.
9. Virginia Woolf (anglaise, 1882-1931), Orlando.
10. Ilf et Petrov (russe), Les Douze Chaises.
11. Radclyffe Hall (anglaise),  Le Puits de solitude roman lesbien, interdit à Londres pour obscénité, publié aux États-Unis ; traduit en français en 1932

### Nouvelles
- Louis Aragon (1897-1982), Le Con d'Irène, éd. Mercure de France, 94 pages. Récit érotique publié anonymement, ce texte devait entrer dans son roman « La Défense de l’Infini ».
- Jules Supervielle (1884-1960), L'Enfant de la haute mer.

## Recueils de poésie
- Federico Garcia Lorca (espagnol, 1898-1936), Romancero gitan.

## Théâtre
- 3 mai : Siegfried, pièce de Jean Giraudoux avec Louis Jouvet, Pierre Renoir et Michel Simon.
- 31 août : Première à Berlin  de l'Opéra de quat'sous de Bertolt Brecht et Kurt Weill.
- 9 octobre : Marcel Pagnol, Topaze

## Récompenses et prix littéraires
- Prix Nobel de littérature : Sigrid Undset (Norvège)
- Prix Goncourt : Un homme se penche sur son passé de Maurice Constantin-Weyer
- Prix Femina : Georgette Garou de Dominique Dunois
- Prix Renaudot : Le Joueur de triangle d'André Obey
- Grand prix du roman de l'Académie française : Reine d'Arbieux de Jean Balde

## Principales naissances
- 8 janvier : Gaston Miron, poète et éditeur québécois († 14 décembre 1996).
- 16 janvier : Boris Khazanov, écrivain et traducteur russe († 11 janvier 2022).
- 5 mai : Pierre Schoendoerffer, écrivain et scénariste français († 14 mars 2012).
- 15 mai : Anatoli Ivanov, écrivain soviétique († 31 mai 1999).
- 8 juin : Kate Wilhelm, écrivaine américaine de science-fiction († 8 mars 2018).
- 16 juillet : Robert Sheckley, écrivain américain de science-fiction († 9 décembre 2005).
- 26 août : Naïm Kattan, écrivain québécois d'origine juive irakienne († 2 juillet 2021).
- 9 septembre : Gabrielle Vincent, écrivaine et illustratrice belge († 24 septembre 2000).
- 21 septembre : Édouard Glissant, écrivain, poète et essayiste français († 3 février 2011).
- 16 décembre : Philip K. Dick, écrivain américain († 2 mars 1982).

## Principaux décès
- 11 janvier : Thomas Hardy, écrivain britannique.
- 2 mars : Auguste Debesse, lexicographe français, spécialiste du chinois (° 25 février 1851).
- 13 septembre : Italo Svevo, écrivain italien.

- ? 
  - Ferdinando Martini, écrivain italien (° 1841).
  - Ameer Ali, auteur musulman moderniste (1849-1928). Juriste, il insère la réforme de l’Islam dans l’élaboration d’un nouveau droit musulman.